# Giuseppe Detomas
Giuseppe Detomas, detto Beppe (Cavalese, 16 luglio 1962), è un politico italiano.

## Biografia
Segretario dell'Union Autonomista Ladina, è eletto alla Camera nel 1996 e nel 2001 nelle file de L'Ulivo.
Nel 1996 si iscrive alla componente Minoranze linguistiche del gruppo misto, ma nel 1999 aderisce al gruppo parlamentare de I Democratici, permettendo alla nuova formazione politica di costituire un gruppo autonomo alla Camera. Successivamente torna a far parte del misto.
Nel 2006 si candida al Senato con il sostegno de L'Unione, ma è sconfitto per pochi voti.
Alle elezioni del 27 ottobre 2013 è stato eletto nel Consiglio della Provincia autonoma di Trento, nel seggio riservato alla minoranza ladina, all'interno della coalizione che sostiene Ugo Rossi, eletto presidente della provincia. Entra a far parte del Consiglio regionale del Trentino Alto Adige e viene eletto assessore regionale alle minoranze linguistiche e ai giudici di pace.
Dal 2020 al 2025 viene eletto alla guida del Comun General de Fascia con il titolo di Procurador.